# 豊政
豊政（とよまさ、生没年不詳）とは、江戸時代の浮世絵師。

## 来歴
水府豊春の門人。作画期は享和から文化の頃にかけてとされ、作に水戸祝町の遊女を描いた錦絵が知られる。大判錦絵「常陽祝町海老亭美人　讃岐濃」に「水府豊春葉　豊政画」の落款がある。